# Vlad Achim
 Vlad Alexandru Achim  (phát âm tiếng Romania: [ˈvlad alekˈsandru aˈkim]; sinh ngày 7 tháng 4 năm 1989) là một cầu thủ bóng đá người România thi đấu ở vị trí tiền vệ cho FC Botoșani, theo dạng cho mượn từ FCSB.

## Sự nghiệp quốc tế
Achim được triệu tập vào đội hình România để thi đấu giao hữu với Ý vào tháng 11 năm 2015.

## Thống kê sự nghiệp

### Câu lạc bộ
Tính đến trận đấu diễn ra ngày 20 tháng 5 năm 2018
| Câu lạc bộ               | Mùa giải            | Giải vô địch | Giải vô địch | Cúp     | Cúp       | Cúp Liên đoàn | Cúp Liên đoàn | Châu Âu | Châu Âu   | Khác    | Khác      | Tổng cộng | Tổng cộng | Tổng cộng |
| Câu lạc bộ               | Mùa giải            | Số trận      | Bàn thắng    | Số trận | Bàn thắng | Số trận       | Bàn thắng     | Số trận | Bàn thắng | Số trận | Bàn thắng | Số trận   | Bàn thắng |           |
| ------------------------ | ------------------- | ------------ | ------------ | ------- | --------- | ------------- | ------------- | ------- | --------- | ------- | --------- | --------- | --------- | --------- |
| Ovidiu                   | 2007–08             | 2            | 1            | ?       | ?         | –             | –             | –       | –         | –       | –         | 2         | 1         |           |
| Ovidiu                   | Tổng cộng           | 2            | 1            | 0       | 0         | –             | –             | –       | –         | –       | –         | 2         | 1         |           |
| Ceahlăul II Piatra Neamț | 2007–08             | ?            | ?            | ?       | ?         | –             | –             | –       | –         | –       | –         | ?         | ?         |           |
| Ceahlăul II Piatra Neamț | Tổng cộng           | ?            | ?            | ?       | ?         | –             | –             | –       | –         | –       | –         | ?         | ?         |           |
| Ceahlăul Piatra Neamț    | 2008–09             | 28           | 2            | ?       | ?         | –             | –             | –       | –         | –       | –         | 28        | 2         |           |
| Ceahlăul Piatra Neamț    | 2009–10             | 25           | 0            | ?       | ?         | –             | –             | –       | –         | –       | –         | 25        | 0         |           |
| Ceahlăul Piatra Neamț    | 2010–11             | 27           | 4            | 1       | 0         | –             | –             | –       | –         | –       | –         | 28        | 4         |           |
| Ceahlăul Piatra Neamț    | 2011–12             | 33           | 3            | 1       | 0         | –             | –             | –       | –         | –       | –         | 34        | 3         |           |
| Ceahlăul Piatra Neamț    | 2012–13             | 26           | 3            | 3       | 0         | –             | –             | –       | –         | –       | –         | 29        | 3         |           |
| Ceahlăul Piatra Neamț    | 2013–14             | 30           | 2            | 0       | 0         | –             | –             | –       | –         | –       | –         | 30        | 2         |           |
| Ceahlăul Piatra Neamț    | 2014–15             | 20           | 6            | 0       | 0         | 1             | 0             | –       | –         | –       | –         | 21        | 6         |           |
| Ceahlăul Piatra Neamț    | Tổng cộng           | 189          | 20           | 5       | 0         | 1             | 0             | –       | –         | –       | –         | 195       | 20        |           |
| Viitorul Constanța       | 2015–16             | 17           | 2            | 3       | 0         | 1             | 0             | –       | –         | –       | –         | 21        | 2         |           |
| Viitorul Constanța       | Tổng cộng           | 17           | 2            | 3       | 0         | 1             | 0             | –       | –         | –       | –         | 21        | 2         |           |
| Voluntari                | 2015–16             | 14           | 2            | –       | –         | –             | –             | –       | –         | 2       | 0         | 16        | 2         |           |
| Voluntari                | Tổng cộng           | 14           | 2            | –       | –         | –             | –             | –       | –         | 2       | 0         | 16        | 2         |           |
| Steaua București         | 2015–16             | –            | –            | –       | –         | 1             | 0             | –       | –         | –       | –         | 1         | 0         |           |
| Steaua București         | 2016–17             | 19           | 1            | 2       | 1         | 3             | 0             | 7       | 1         | –       | –         | 31        | 3         |           |
| Steaua București         | 2017–18             | 6            | 0            | 2       | 1         | –             | –             | 3       | 0         | –       | –         | 11        | 1         |           |
| Steaua București         | Tổng cộng           | 25           | 1            | 4       | 2         | 4             | 0             | 10      | 1         | –       | –         | 43        | 4         |           |
| Steaua II București      | 2017–18             | 7            | 4            | –       | –         | –             | –             | –       | –         | –       | –         | 7         | 4         |           |
| Steaua II București      | Tổng cộng           | 7            | 4            | –       | –         | –             | –             | –       | –         | –       | –         | 7         | 4         |           |
| Botoșani                 | 2017–18             | 12           | 0            | 3       | 0         | –             | –             | –       | –         | –       | –         | 15        | 0         |           |
| Botoșani                 | Tổng cộng           | 12           | 0            | 3       | 0         | –             | –             | –       | –         | –       | –         | 15        | 0         |           |
| Tổng cộng sự nghiệp      | Tổng cộng sự nghiệp | 266          | 30           | 15      | 2         | 6             | 0             | 10      | 1         | 2       | 0         | 299       | 33        |           |

## Danh hiệu

### Câu lạc bộ
Steaua București
- Cúp Liên đoàn bóng đá România: 2015–16